# Gal (Sumeria)

Signo cuneiforme GAL ("grande").

Gal o GAL en cuneiforme sumerio (Borger 2003 n.º 553; U+120F2 𒃲) tiene el significado principal de "grande" cuando se usaba ideográficamente.
Otros significados servían para designar una "copa grande", "jefe", "poderoso" o "hijo mayor". Como derivación, gala puede traducirse por cantor, cantante ritual o sacerdote de las lamentaciones.
Sirve para formar, entre otros:
- LÚ.GAL, "hombre grande", "rey".
- DEREŠ.KI.GAL, "gran señora subterránea".

Cognado en idioma acadio, entre otros:
- Ekallum, del sumerio É.GAL, "casa grande", "palacio".